# Відхід
Відхід у військовій справі — маневр, який здійснюється
підрозділами з метою виходу з-під ударів сил противника, що переважають, виграшу часу та зайняття більш вигідного рубежу (району). Відхід проводиться тільки з дозволу або за наказом старшого командира.
Маневр підрозділами (охоплення, обхід, відхід) здійснюється стрімким їх просуванням у глибину бойового порядку противника, у тому числі й десантуванням (повітрям), а також відведенням підрозділів на нові позиції та рубежі (в райони), розташовані в глибині своїх військ. Маневр повинен бути простий за замислом, проводитися швидко, приховано і раптово для противника. Для його здійснення використовуються результати вогневого ураження противника, відкриті фланги, проміжки, складки
місцевості, приховані підступи, аерозолі (дими), а в обороні, крім того, траншеї і ходи сполучення.
З отриманням наказу на відхід підрозділ здійснює вихід з бою. Перед відходом або під час його здійснення підрозділ може контратакувати противника резервом і боійовими одинацями, щонайперше танковими, які зняті з позицій, що не атакуються, з метою зупинити його
просування на найбільш загрозливих напрямках.
Відхід проводиться тільки за наказом старшого командира з метою виведення підрозділів
з-під ударів сил противника, що переважають, і зайняття більш вигідного
положення. Він може бути вимушеним або навмисним.
Вимушений відхід застосовується за умов, коли немає можливості наявними силами і засобами утримати зайнятий район оборони (опорний пункт) і створюється реальна загроза оточення та знищення  підрозділів, які обороняються.
Навмисний відхід організовується з метою створення сприятливих умов для подальших дій. Відхід повинен проводитися організовано і планомірно, щоб не перетворитися на втечу і не відкрити фланги сусідніх підрозділів, виведених з-під удару противника. Відхід повинен бути ретельно підготовлений і здійснений організовано і приховано, зі своєчасним
виходом батальйону (роти) в боєздатному стані в установлений район або з
зайняттям зазначеного району оборони (опорного пункту). Це потребує від
командирів підрозділів передбачливості, самовладання і твердості в діях, а від
особового складу — великої стійкості та організованості під час виконання
поставлених завдань.
Батальйон (рота) здійснює відхід у складі бригади (полку) відразу на кінцевий рубіж (у визначений район) у похідному порядку або може бути призначений в ар'єргард із завданням
затримати противника, який наступає, на час, необхідний для відходу головних сил бригади (полку). Для забезпечення виходу батальйону (роти) з бою виділяються підрозділи прикриття. У цьому випадку до складу бойової охорони можуть бути призначені танкова або механізована рота (взвод) із засобами підсилення.
Під час організації виходу з бою і відходу, командир батальйону (роти) крім звичайних питань визначає:
- кінцевий рубіж (район) відходу і час його зайняття;
- склад підрозділів прикриття, які забезпечують вихід з бою і бойову охорону;
- порядок виходу з бою головних сил;
- район збору;
- напрямок або маршрути відходу;
- порядок евакуації поранених і хворих, а також пошкодженого (несправного) озброєння і техніки.

Під час постановки завдань командир батальйону (роти) у бойовому наказі вказує:
- підрозділам головних сил — мету відходу, завдання, порядок виходу з бою,
- напрямок або маршрути відходу,
- район збору батальйону і час виходу до нього,
- рубежі — вихідний і регулювання та час їх проходження, а також кінцевий рубіж

(призначений район) відходу
- дії, до яких треба бути готовими;

- підрозділам прикриття, які забезпечують вихід з бою, — склад, завдання, час, до якого вони повинні утримувати позиції, які займають,
- порядок їх подальших дій;

- артилерійським, гранатометному підрозділам і підрозділам ППО, іншим вогневим засобам, які залишаються в безпосередньому підпорядкуванні командира, — завдання і порядок відходу;

- підрозділам бойової охорони — склад і завдання.

Під час організації взаємодії командир
- указує порядок виходу з бою та відходу підрозділів, вивезення (винесення) поранених і хворих, евакуації несправного озброєння і техніки;
- узгоджує дії підрозділів прикриття і бойової охорони, порядок їх відходу, зруйнування важливих об'єктів, улаштування загороджень, а також порядок

підтримки їх вогнем артилерії.
Відхід проводиться вночі або в інших умовах обмеженої видимості, але може здійснюватися і вдень. При цьому особлива увага повинна приділятися ППО та боротьбі з танками противника.
З початком виходу батальйону (роти) з бою підрозділи прикриття залишаються на позиціях, які займають, до вказаного їм часу або сигналу і ведуть такі самі дії, які передували виходу з бою. Управління цими підрозділами здійснюється одним з командирів рот
(взводів), який підпорядкований безпосередньо командиру батальйону (роти) і підтримує з ним зв'язок.
Підрозділи прикриття відходять за наказом (сигналом) командира батальйону (роти) раптово і всі одночасно. Якщо противник виявить їх відхід і почне переслідування, підрозділи прикриття, стримуючи його просування, відходять перекатами послідовно з рубежу на рубіж, руйнують мости (переправи) і ділянки доріг, а також влаштовують мінно-вибухові та інші загородження на напрямках руху противника.
Під час виходу з бою в умовах активних дій противника батальйон (рота) вогнем усіх засобів завдає йому ураження, а за потреби може частиною сил або у повному складі раптово контратакувати з метою зупинити противника, а потім під прикриттям виділених
підрозділів, вогню артилерії, гранатометів, загороджень і аерозолів (димів) швидко вийти з бою.
Прикриття батальйону від ударів з повітря здійснюється з поетапним послідовним переходом підрозділів ППО на визначені рубежі.
У районі збору командир батальйону (роти) уточнює ротам (взводам) і засобам підсилення завдання на відхід, організовує розвідку та охорону.
Бойова охорона батальйону (роти) під час відходу здійснюється силами і засобами, що виділяються, які вогнем та діями затримують просування противника до вказаного командиром батальйону часу. Ці сили і засоби за наказом командира батальйону можуть також застосовуватися для руйнування мостів (переправ), ділянок доріг, влаштування
мінно-вибухових та інших загороджень.
Батальйон, який призначений в ар'єргард, завчасно займає оборону на вказаному рубежі та утримує його до встановленого часу або до наказу на відхід. Ар'єргард повинен за будь-яких умов забезпечити відрив головних сил бригади (полку) від противника та організований їх відхід.
Відхід ар'єргарду здійснюється за дозволом командира бригади (полку) послідовно з рубежу на рубіж або перекатами, коли частина підрозділів відходить на наступний рубіж, займає на ньому позиції на широкому фронті і забезпечує відхід інших підрозділів батальйону. Під час відходу широко застосовуються вогневі засади, загородження і зруйнування. Після
виконання завдання ар'єргард діє за вказівкою командира бригади (полку).
Підрозділи технічного забезпечення та тилу батальйону, які не задіяні в безпосередньому забезпеченні виходу з бою, завчасно виводяться в призначений район. Пошкоджене (несправне) ОВТ, поранені та хворі евакуюються заздалегідь.
Підрозділи прикриття забезпечуються додатковим запасом ракет, боєприпасів і санітарним транспортом.